# Olympische Winterspiele 1928/Teilnehmer (Ungarn)
| Gelbes Symbol für Goldmedaillen mit stilisierten Olympischen Ringen | Graues Symbol für Silbermedaillen mit stilisierten Olympischen Ringen | Braundes Symbol für Bronzemedaillen mit stilisierten Olympischen Ringen |
| ------------------------------------------------------------------- | --------------------------------------------------------------------- | ----------------------------------------------------------------------- |
| —                                                                   | —                                                                     | —                                                                       |

Ungarn nahm an den II. Olympischen Winterspielen 1928 in St. Moritz mit einer Delegation von 14 Athleten teil.
| Sportart       | Sportler | Disziplin             | Platz | Bemerkung                     |
| -------------- | --- | --------------------- | ----- | ----------------------------- |
| Eishockey      | Miklós Barcza Frigyes Barna Mátyás Farkas Tibor Heinrich Péter Krempels István Kepuska Géza Lator Sándor Minder Béla Ordódy József de Révay Béla Weiner | -                     | -     | Ausgeschieden in der Vorrunde |
| Eisschnelllauf | Zoltán Eötvös | 500 m                 | 19    |                               |
| Eisschnelllauf | Zoltán Eötvös | 1500 m                | 10    |                               |
| Eisschnelllauf | Zoltán Eötvös | 5000 m                | 20    |                               |
| Ski Nordisch   | Ferenc Németh | 18-km-Langlauf        | dnf   |                               |
| Ski Nordisch   | Gyula Szepes | 18-km-Langlauf        | dnf   |                               |
| Ski Nordisch   | Gyula Szepes | Nordische Kombination | dnf   |                               |